# کتاب‌شناسی چارلز داروین

تصویری از جان گولد از سهره‌های داروین

این فهرستی از نوشته‌های چارلز داروین است.

## آثار منتشرشده
- ۱۸۳۲–۱۸۲۹. [رکوردهای حشرات به دست آمده در] استفنز، ج.اف.، تصاویر حشره‌شناسی بریتانیا[۱]
- ۱۸۳۵: گزیده‌هایی از نامه‌ها به هنسلو (در جلسه انجمن فلسفی کمبریج در ۱۶ نوامبر ۱۸۳۵، با نظرات جان استیونز هنسلو و آدام سجویک خوانده شد، و برای پخش خصوصی در تاریخ ۱ دسامبر ۱۸۳۵ چاپ شد.[۲] اظهارات برگزیده خوانده شده بود. توسط Sedgwick به انجمن زمین‌شناسی لندن در ۱۸ نوامبر ۱۸۳۵، و این موارد در مجموعه مقاله‌های انجمن زمین‌شناسی منتشر شده در سال ۱۸۳۶ خلاصه شد.[۳] عصاره‌های بیشتر در مجله حشره‌شناسی و با بررسی در مجله تاریخ طبیعی منتشر شد.[۴]
- ۱۸۳۶: نامه‌ای، دارای نکته‌هایی دربارهٔ وضعیت اخلاقی تاهیتی، نیوزلند و غیره. - توسط کاپیتان. R. FITZROY و C. DARWIN, ESQ. از H.M.S. «بیگل.»[۵]
- ۱۸۳۸–۱۸۴۳: سفر جانورشناسی اچ.ام.اس. بیگل: بین سال‌های ۱۸۳۹ و ۱۸۴۳ در پنج بخش (و نوزده شماره) توسط نویسندگان مختلف منتشر شد که توسط چارلز داروین ویرایش و سرپرستی شد، که بخش‌هایی را در دو قسمت از آن‌ها مشارکت داشت:
  - ۱۸۳۸: قسمت ۱ شماره ۱ فسیل پستانداران، نوشته ریچارد اوون (پیشگفتار و مقدمه زمین‌شناسی توسط داروین)
  - ۱۸۳۸: قسمت ۲ شماره 1 Mammalia، اثر جرج رابرت واترهاوس (مقدمه جغرافیایی و اطلاعیه‌ای از عادات و محدوده‌های آنها توسط داروین)
- ۱۸۳۹: سوالاتی دربارهٔ پرورش جانوران
- ۱۸۳۹: مجله و سخنان (سفر بیگل) (نسخه دوم: ۱۸۴۵)
- ۱۸۴۲: ساختار و گستره صخره‌های مرجانی (نسخه دوم: ۱۸۷۴)
- ۱۸۴۴: بازدیدهای زمین‌شناسی در جزایر آتشفشانی در طول سفر اچ.ام.اس. بیگل (نسخه دوم: ۱۸۷۶)
- ۱۸۴۶: بازدیدهای زمین‌شناسی در آمریکای جنوبی
- ۱۸۴۹: زمین‌شناسی از کتاب راهنمای تحقیق علمی. آماده برای استفاده از نیروی دریایی اعلی‌حضرت: و به‌طور کلی برای مسافران اقتباس شده است.، جان هرشل
- ۱۸۵۱: یک تک‌نگاشت از زیررده Cirripedia، با شکل‌های همه گونه‌ها. Lepadidae; یا، Cirripedes Pedunculated.
- ۱۸۵۱: یک تک‌نگاشت دربارۀ فسیل Lepadidae یا Cirripedes ساقه‌دار بریتانیای کبیر
- ۱۸۵۴: یک تک‌نگاشت از زیررده Cirripedia، با شکل‌های همه گونه‌ها. Balanidae (یا Sessile Cirripedes); Verrucidae و غیره
- ۱۸۵۴: یک تک‌نگاشت در مورد فسیل Balanidæ و Verrucidæ بریتانیای کبیر
- ۱۸۵۸: تمایل گونه‌ها به تشکیل واریته‌ها؛ و تداوم واریته‌ها و گونه‌ها با روش‌های انتخاب طبیعی (چکیده‌ای از یک اثر منتشرنشده دربارۀ گونه‌ها)
- ۱۸۵۹: دربارۀ منشأ گونه‌ها با استفاده از انتخاب طبیعی، یا حفظ نژادهای مورد علاقه در مبارزه برای زندگی (نسخه دوم: ۱۸۶۰، چاپ سوم: ۱۸۶۱، ویرایش چهارم: ۱۸۶۶، ویرایش پنجم: ۱۸۶۹: ۱۸۲۷)
- ۱۸۶۲: دربارۀ تدبیرهای مختلفی که توسط آن ارکیده‌های انگلیسی و خارجی توسط حشرات بارور می‌شوند (نسخه دوم: ۱۸۷۷)
- ۱۸۶۵: حرکات و عادات گیاهان بالارونده (مقاله انجمن Linnean، منتشرشده در قالب کتاب در سال ۱۸۷۵) (تصویر شده توسط جورج داروین)
- ۱۸۶۸: گوناگونی جانوران و گیاهان در اهلی‌شدن (۲ جلد) (نسخه دوم: ۱۸۷۵، ویرایش شده توسط فرانسیس داروین در سال ۱۹۰۵)
- ۱۸۷۱: تبار انسان و گزینش در ارتباط با جنسیت (۲ جلد) (نسخه دوم: ۱۸۷۴، به کمک جورج داروین و توماس هنری هاکسلی، ویرایش دوم اصلاح شده و تکمیل شده: ۱۸۷۷)
- ۱۸۷۲: بیان هیجان‌ها در انسان و جانوران (بازبینی‌شده توسط فرانسیس داروین در سال ۱۸۹۰، ویرایش بازسازی‌شده و اصلاح شده توسط پل اکمن در سال ۱۹۹۹)
- ۱۸۷۵: گیاهان حشره‌خوار (ویرایش دوم توسط فرانسیس داروین با پاورقی‌ها و اضافات در سال ۱۸۸۸)
- ۱۸۷۶: تأثیرات لقاح متقاطع و خود لقاح در قلمرو نباتی (نسخه دوم: ۱۸۷۸)
- ۱۸۷۷: شکل‌های مختلف گل‌ها در گیاهانی از همان گونه‌ها (نسخه دوم با مقدمه‌ای از فرانسیس داروین در سال ۱۸۸۴)
- ۱۸۷۹: «پیشگفتار و اخطار اولیه» در ارنست کراوز اراسموس داروین
- ۱۸۸۰: نیروی حرکت در گیاهان
- ۱۸۸۱: تشکیل کپک گیاهی از طریق عمل کرم‌ها (اصلاحات فرانسیس داروین در ۱۸۸۲)
- ۲۰۰۹ (مجموعه پس از مرگ): انتشارات کوتاه‌تر چارلز داروین ۱۸۲۹–۱۸۸۳، با پیشگفتار جانت براون و جیم سکورد (ویرایش جان ون وای)

## زندگی‌نامه
- ۱۸۸۷: زندگی‌نامه چارلز داروین (ویرایش پسرش فرانسیس داروین)
- ۱۹۵۸: زندگی‌نامه چارلز داروین (نورا بارلو، پاک نشده)

## مکاتبه
- مکاتبات چارلز داروین (۳۰ جلد)
- ۱۸۸۷: زندگی و نامه‌های چارلز داروین (ویرایشگر فرانسیس داروین) (۳ جلد)
- ۱۹۰۳: نامه‌های بیشتر چارلز داروین (۲ جلد) (ویرایشگر فرانسیس داروین و AC Seward)